# Ієвково (Ленінградська область)
Ієвково (рос. Иевково) — присілок у Волховському районі Ленінградської області Російської Федерації.
Населення становить 2 особи. Належить до муніципального утворення Паське сільське поселення.

## Історія
Згідно із законом № 56-оз від 6 вересня 2004 року належить до муніципального утворення Паське сільське поселення.

## Населення
| 2007 | 2010 | 2012 | 2017 |
| ---- | ---- | ---- | ---- |
| 0    | →0   | ↗1   | ↗2   |